# Eupithecia majoraria
Eupithecia majoraria är en fjärilsart som beskrevs av De la Harpe 1853. Eupithecia majoraria ingår i släktet Eupithecia och familjen mätare. Inga underarter finns listade i Catalogue of Life.